# Ísafjarðardjúp

Mappa dell'Ísafjarðardjúp e fiordi laterali

L'Ísafjarðardjúp (in lingua islandese: profondità del fiordo dei ghiacci) è il più grande fiordo della regione dei Vestfirðir, i fiordi occidentali dell'Islanda.

## Descrizione
Penetra per circa 75 km nell'entroterra e si dirama in molti fiordi laterali. Con il prolungamento nel fiordo Ísafjörður in cui va a trasformarsi, misura circa 120 km di lunghezza.
Nel fiordo ci sono alcune isole. Le più grandi sono Vigur, Æðey (vicino a Snæfjallaströnd) e Borgarey (nel fiordo di Ísafjörður). Nel nord dell'Ísafjarðardjúp si trovano la solitaria e completamente disabitata penisola di Hornstrandir, che è una popolare area escursionistica, e Snæfjallaströnd, dove c'è neve tutto l'anno (ai piedi del ghiacciaio Drangajökull, circa 620 km²).
Il Kaldalón, una piccola baia laterale, arriva quasi a raggiungere una delle lingue del ghiacciaio. Il medico e compositore islandese Sigvaldi Kaldalóns (il cui cognome originario era Stefánsson) ha preso il nome da questo fiordo.

## Fiordi laterali dell'Ísafjarðardjúp
Numerosi fiordi laterali lunghi fino a circa 30 km, si diramano principalmente verso sud.
La disposizione in senso orario, a partire da nordovest, è la seguente:
- Kaldalón (Laguna fredda)
- Ísafjörður (Fiordo dei ghiacci)
- Reykjarfjörður (Ísafjarðardjúp) (Fiordo del fumo)
- Vatnsfjörður (Ísafjarðardjúp) (Fiordo del lago)
- Mjóifjörður (Ísafjarðardjúp) (Fiordo stretto)
- Skötufjörður (Fiordo della razza)
- Hestfjörður (Fiordo del cavallo)
- Seyðisfjörður (Fiordo della pecora)
- Álftafjörður (Fiordo del cigno)
- Skutulsfjörður (Fiordo dell'arpione), su una penisola al suo interno si trova la città di Ísafjörður.
- Bolungarvík (Baia del mucchio di legno)